# Јазавица
Јазавица је насељено место у саставу града Новске, у западној Славонији, Република Хрватска.

## Географија
Јазавица се налази источно од Новске на путу према Окучанима. Суседна насеља су Рожданик на истоку те Воћарица на западу.

## Историја
Јазавица се од распада Југославије до маја 1995. године налазила у Републици Српској Крајини.

## Становништво
На попису становништва 2011. године, Јазавица је имала 398 становника.

## Попис 1991.
На попису становништва 1991. године, насељено место Јазавица је имало 559 становника, следећег националног састава:
| Попис 1991.‍  | Попис 1991.‍  | Попис 1991.‍ | Попис 1991.‍ | Попис 1991.‍ |
| ------------ | ------------ | ----------- | ----------- | ----------- |
|              |              |             |             |             |
| Хрвати       | Хрвати       |             | 506         | 90,52%      |
| Срби         | Срби         |             | 40          | 7,16%       |
| Југословени  | Југословени  |             | 2           | 0,35%       |
| Чеси         | Чеси         |             | 1           | 0,17%       |
| неопредељени | неопредељени |             | 1           | 0,17%       |
| непознато    | непознато    |             | 9           | 1,61%       |
| укупно: 559  |              |             |             |             |